# Ihar Makarau
Ihar Makarau (nascut el 20 de juliol de 1979) és un judoka belarús. Guanyà una medalla d'or als Jocs Olímpics d'Estiu de 2004 a Atenes a la categoria de pes semi pesat.

## Consecucions
| Any  | Torneig                 | Lloc | Categoria               |
| ---- | ----------------------- | ---- | ----------------------- |
| 2009 | Campionat d'Europa      | 3r   | Pes pesat (+100 kg)     |
| 2007 | Campionat d'Europa Open | 2n   | Classe Open             |
| 2006 | Campionat d'Europa      | 5è   | Pes semi pesat (100 kg) |
| 2004 | Jocs Olímpics           | 1r   | Pes semi pesat (100 kg) |
| 2003 | Campionat del Món       | 3r   | Pes semi pesat (100 kg) |
| 2003 | Campionat d'Europa      | 3r   | Pes semi pesat (100 kg) |
| 2002 | Campionat d'Europa      | 3r   | Pes semi pesat (100 kg) |
| 2001 | Universiada             | 3r   | Classe Open             |